# 인도네시아 부통령

인도네시아의 부통령 문장

현 부통령 기브란 라카부밍 라카

인도네시아 공화국 부통령(인도네시아어: Wakil Presiden Republik Indonesia)은 인도네시아 정부의 행정부에서 대통령에 이어 두 번째로 높은 순위의 직함이다. 부통령의 주된 역할은 대통령의 사망, 사퇴 또는 탄핵으로 인해 대통령을 교체하거나, 그렇지 않은 상황이면 자신이 임무를 수행하는 것이다. 또는 일시적으로 대통령이 해외에 있을 때 임시로 대통령직을 수행하는 것이다. 부통령은 대통령의 러닝 메이트와 공동으로 선출된다.

## 인도네시아의 부통령 목록
| 대 | 사진 | 이름                                                                   | 임기             | 임기             | 정당       |
| 대 | 사진 | 이름                                                                   | 취임일           | 퇴임일           | 정당       |
| -- | ---- | ---------------------------------------------------------------------- | ---------------- | ---------------- | ---------- |
| 1  |      | 모하맛 하타 (1902.8.12 ~ 1980.3.14) Mohammad Hatta                     | 1945년 8월 18일  | 1956년 12월 1일  | 무소속     |
| -  | 공석 | 공석                                                                   | 1956년 12월 1일  | 1973년 3월 23일  | 없음       |
| 2  |      | 하멩쿠부워노 9세 (1912.4.10 ~ 1988.10.2) Hamengkubuwono IX             | 1973년 3월 23일  | 1978년 3월 23일  | 무소속     |
| 3  |      | 아담 말릭 (1917.7.22 ~ 1984.9.5) Adam Malik                            | 1978년 3월 23일  | 1983년 3월 11일  | 골카르     |
| 4  |      | 우마르 위라하디쿠수마 (1924.10.10 ~ 2003.3.21) Umar Wirahadikusumah    | 1983년 3월 11일  | 1988년 3월 11일  | 골카르     |
| 5  |      | 수다르모노 (1927.3.12 ~ 2006.1.25) Soedharmono                         | 1988년 3월 11일  | 1993년 3월 11일  | 골카르     |
| 6  |      | 트리 수트리스노 (1935.11.15 ~ ) Try Sutrisno                           | 1993년 3월 11일  | 1998년 3월 11일  | 골카르     |
| 7  |      | 바하루딘 유숩 하비비 (1936.6.25 ~ 2019.9.11) Bacharuddin Jusuf Habibie | 1998년 3월 11일  | 1998년 5월 21일  | 골카르     |
| -  | 공석 | 공석                                                                   | 1998년 5월 21일  | 1999년 10월 21일 | 없음       |
| 8  |      | 메가와티 수카르노푸트리 (1947.1.23 ~ ) Megawati Soekarnoputri          | 1999년 10월 21일 | 2001년 7월 23일  | 민주항쟁당 |
| -  | 공석 | 공석                                                                   | 2001년 7월 23일  | 2001년 7월 26일  | 없음       |
| 9  |      | 함자 하즈 (1940.2.15 ~ ) Hamzah Haz                                    | 2001년 7월 26일  | 2004년 10월 20일 | 개발통일당 |
| 10 |      | 유숩 칼라 (1942.5.15 ~ ) Jusuf Kalla                                   | 2004년 10월 20일 | 2009년 10월 20일 | 골카르     |
| 11 |      | 부디오노 (1943.2.25 ~ ) Boediono                                       | 2009년 10월 20일 | 2014년 10월 20일 | 무소속     |
| 12 |      | 유숩 칼라 (1942.5.15 ~ ) Jusuf Kalla                                   | 2014년 10월 20일 | 2019년 10월 20일 | 골카르     |
| 13 |      | 마루프 아민 (1943.3.11 ~ ) Ma'ruf Amin                                 | 2019년 10월 20일 | 2024년 10월 20일 | 무소속     |
| 14 |      | 기브란 라카부밍 라카 (1987.10.1 ~ ) Gibran Rakabuming Raka             | 2024년 10월 20일 |                  | 무소속     |

## 같이 보기
- 인도네시아의 대통령
- 국가원수 의전차